# Juan Antonio Sánchez Quero
Juan Antonio Sánchez Quero (Tobed, Zaragoza, 1960) es un político español.

## Reseña biográfica
Empleado en excedencia del servicio de seguridad de la Diputación Provincial de Zaragoza. Durante quince años fue responsable de la Federación de Servicios Públicos de UGT en Aragón, y durante dos años estuvo al frente de esta federación sindical a nivel nacional.
Entró en política como concejal de su pueblo, Tobed, en la comarca de Calatayud.
En 1991 fue teniente de alcalde de Tobed y desde 1995 es alcalde.
Fue diputado provincial de la DPZ desde 2003 y vicepresidente entre 2007 y 2011.
El 25 de junio de 2015 para la presidencia de la DPZ Sánchez Quero obtuvo el respaldo de los 11 diputados del PSOE, los 4 de (ZeC) y 1 de CHA, mientras que los 8 diputados del PP votaron a Luis María Beamonte, y los 2 de Ciudadanos y el del PAR votaron en blanco.
Del 25 de junio de 2015 en adelante fue presidente de la Diputación Provincial de Zaragoza.

Es miembro de la ejecutiva de los socialistas aragoneses, en la que desempeña el cargo de secretario de Política Municipal del PSOE aragonés.

| Predecesor: Luis María Beamonte | Presidente de la Diputación Provincial de Zaragoza 25 de junio de 2015 - | Sucesor: - |